# Kedjekurva
En kedjekurva, catenaria (av latin: catena, "kedja") är den form en böjlig kedja eller kabel får av tyngdkraften då den hänger fritt mellan två stöd. Vid stöden uppbär kedjan den största tyngden och lutar där kraftigast. Mot kedjans mitt avtar lutningen allt mer eftersom kedjan bär mindre och mindre av sin egen vikt.

## Historia
Galileo Galilei (1564-1642) hävdade att en fritt hängande kedja bildade en parabel, men redan 1646 kunde Huygens (1629-1695) konstatera att kedjelinjens form inte stämde överens med parabelns och Jungius (1587-1657) kunde i sitt verk Geometrica empirica (publicerad 1669) framställa ett empiriskt bevis som visade att det rörde sig om två olika kurvor. Efter en utmaning från Jakob Bernoulli i maj 1690 började den tidens mest framstående matematiker försöka härleda kedjekurvans ekvation. Det första svaret skickades in i december samma år av Johann Bernoulli (1667-1748), tätt följt av lösningar från Huygens och Leibniz (1646-1716) och lösningarna publicerades 1691 i Acta Eruditorum.

## Geometriska egenskaper

Kedjekurvor med olika värden på parametern a.

Kedjekurvans ekvation fås genom de hyperboliska respektive exponentiella funktionerna: 
{\displaystyle y=a\cdot \cosh \left({x \over a}\right)={a \over 2}\cdot \left(e^{x/a}+e^{-x/a}\right).}
På parameterform:
{\displaystyle \left\{{\begin{matrix}x(t)=a\cdot \ln \left(t\right)\\y(t)={\frac {a}{2}}\left(t+{\frac {1}{t}}\right)\\t>0&\end{matrix}}\right.}
1744 kunde Euler (1707-1783) visa att då kedjekurvan roteras kring x-axeln erhålls minimalytan för en given begränsande cirkel, en s.k. katenoid. Om man till exempel lyfter en ring ur diskvatten bildar den hängande såpbubblan en katenoid. Ett kvadratiskt segel bildar, teoretiskt en likadan form.
Om man rullar en parabel längs med en rät linje bildar dess fokus en rullningskurva som följer kedjekurvans form.
På en vägbana som består av en serie omvända kedjekurvor skulle ett fordon med kvadratiska hjul köra helt jämnt.

## Omvänd kedjebåge

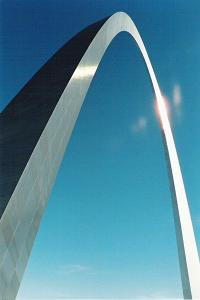
The Gateway Arch i St. Louis är, i princip, en omvänd kedjebåge.

En hängande lina kan bara uppta dragkrafter. Om man vänder på formen och ersätter linan med exempelvis löst sammanfogade tegelstenar, får man en båge som på motsvarande sätt kan uppta tryckkrafter. Kedjekurvan är alltså den ideala formen för en båge som bara ska bära sin egen vikt. Om en sådan båge byggs upp av konstruktionselement vars snittytor är rätvinkliga mot kurvan sammanfaller båglinjen och trycklinjen och, i teorin, uppstår ingen skjuvning och tyngden fortplantar sig ned i marken längs med kedjekurvans förlängning.
The Gateway Arch i Saint Louis, Missouri ritad av arkitekten Eero Saarinen är en omvänd kedjebåge.  Den 192 meter höga bågen byggdes efter ekvationen
{\displaystyle y=68.8\cdot \cosh({0.01x-1})}
som finns på en vit minnesplakett inuti byggnadsverket.

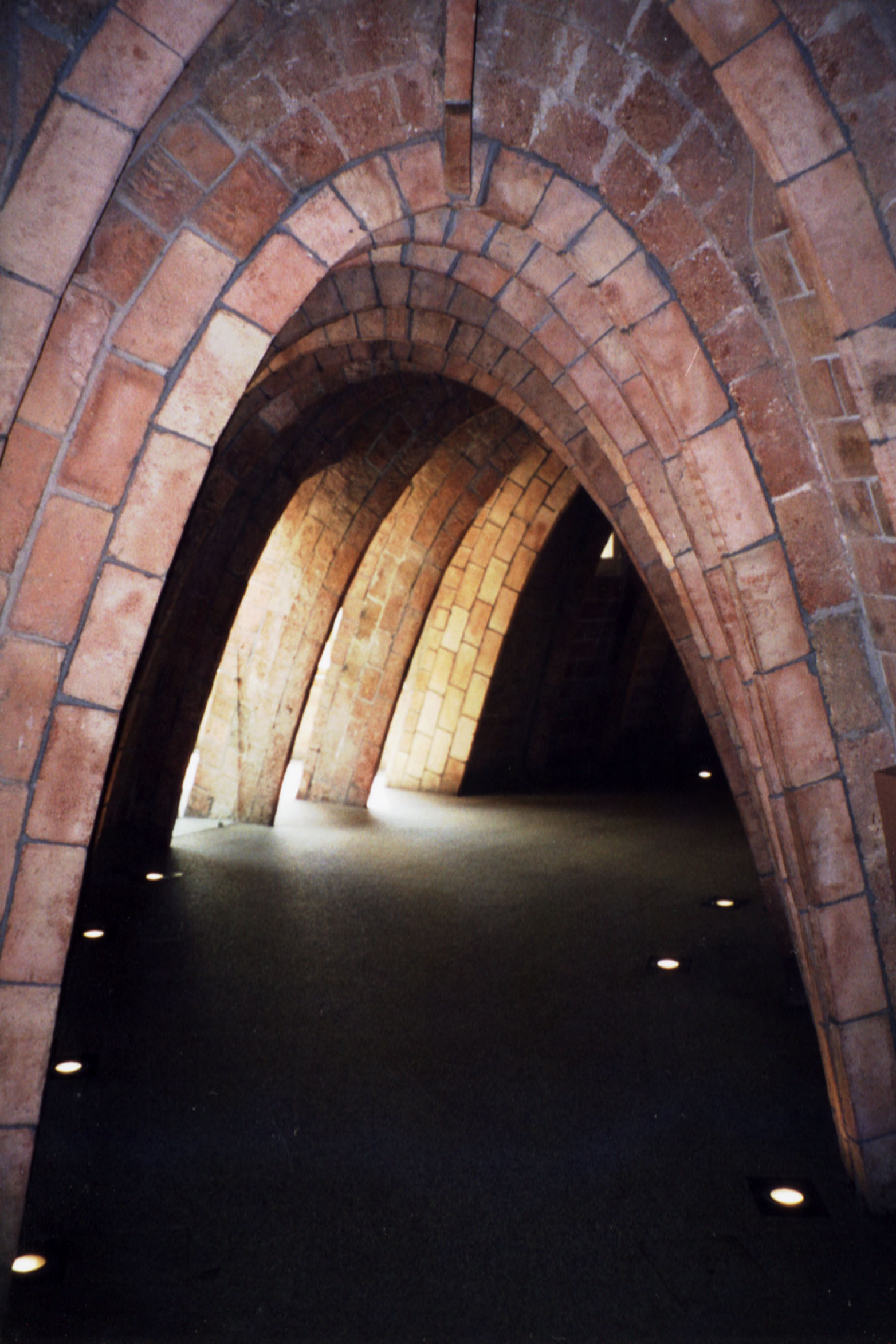
En kedjebåge i Gaudís Casa Milá, färdigbyggt 1907.

Den katalanske arkitekten Antoni Gaudí använde sig av kedjekurvan i flera av sina projekt. I katedralen Sagrada Familia finns flera kupolvalv med denna form. För att hitta den optimala formen byggde Gaudí modeller med linor. Dragkrafterna på linorna använde han för att analysera tryckkrafterna på stenarna i kyrkan.